# Sista chansen (film, 1996)
Sista chansen är en amerikansk film från 1996.

## Handling
Drogberoende tonåring kommer ut från rehab och blir anklagad för pojkvännens död.

## Om filmen
Filmen hade premiär i USA den 8 april 1996.

## Rollista (urval)
- Kellie Martin – Alex Saxon
- Jonathan Brandis – Preston
- Jenna Elfman – Leslie

## Musik i filmen
- Everybody Hurts av R.E.M.